# Варваровка (Варваровский сельсовет, Волчанский район)
Варваровка (укр. Варварівка), село,
Варваровский сельский совет,
Волчанский район,
Харьковская область, Украина.
Код КОАТУУ — 6321682802. Население по переписи 2001 г. составляет 757 (353/404 м/ж) человек.

## Географическое положение
Село Варваровка находится на левом берегу реки Волчья, на противоположном берегу расположено село Николаевка.

## История
- 1765 — дата первого упоминания[1].

## Экономика
- В селе были молочно-товарная ферма, машинно-тракторные мастерские.

## Достопримечательности
- Братская могила советских воинов. Похоронено 68 воинов.
- Памятник воинам-односельчанам. 1941—1945 гг.